# Mesta Art Nouveau
Mesta Art Nouveau so tista, kjer se je v začetku dvajsetega stoletja uveljavil slog Art Nouveau in kjer so se ohranila zgodnja pričevanja te umetnosti v raznih oblikah, predvsem v arhitekturi.

## Obnova sloga
Art Nouveau se je uveljavil kot umetniški slog leta 1893 v Bruslju, ko je Victor Horta zgradil prvo kompletno stavbo v tem slogu, hotel Tassel. Sledila je vrsta novih gradenj, v katerih se je slog razvijal in izpopolnjeval. Večina ostalih evropskih mest je na podoben način razvila različne smeri in variante sloga, a Bruselj je ostal najvažnejše mesto Art Nouveauja. Zato je razumljivo, da se je pred dvema desetletjima prav tu začutila potreba po obnovi in zaščiti sloga, ki sta ga bili svetovni vojni potisnili v pozabo. Leta 1999 je bilo ustanovljeno omrežje (network) Réseau Art Nouveau Network, pri katerem so sodelovala z Belgijsko prestolnico še sledeča mesta partnerji: Ålesund, Barcelona, Budimpešta, Dunaj, Glasgow, Helsinki, Ljubljana, Nancy, Reus, Riga, Terrassa in Avignonska šola (École d'Avignon) kot tehnični partner. Kmalu so se pridružila še druga mesta, ki so želela ohraniti svojo dediščino Art Nouveauja. Spletna stran omrežja podrobno opisuje spodaj navedena mesta in njihove posebnosti. Razen teh krajev, ki so se povezala v »Reseau«, so pomembna za Art Nouveau tudi razna druga mesta, predvsem zato, ker so v njih delovali veliki mojstri, na primer München (August Endell, Richard Riemerschmid), Weimar (Henry van de Velde), Palermo (Ernesto Basile), Chicago (Frank Lloyd Wright) in druga.

## Ålesund
Ålesund je pomembno ribiško pristanišče v zahodni Norveški, 236 km severno od mesta Bergen. Dne 23. januarja 1904 je nastal v eni od tovarn, ki so proizvajale ribje konzerve, hud požar. Ker je pihal močan veter in so bile skoraj vse mestne hiše lesene, se je požar naglo razširil in ga ni bilo mogoče upihniti. Pogorelo je okoli 850 zgradb in več kot deset tisoč ljudi je ostalo brez strehe. Vsa država se je organizirala za pomoč mestu in skupina 52 arhitektov je začela načrtovati nove zgradbe. Nemški cesar Viljem II., ki je hodil v te kraje na počitnice, je takoj poslal v Ålesund štiri ladje z vsem potrebnim za brezdomce. Po njegovem zgledu je veliko število obrtnikov šlo pomagat pri obnovi mesta, ki je v treh letih spet zaživelo. Vse nove hiše, ki so jih iz previdnosti zgradili iz kamna in opeke, so postavili v takrat modernem slogu, Art Nouveauju. Še danes se mesto lahko pohvali z več kot 400 zgradbami v tem slogu, kar je tudi edinstven prikaz okolja izpred prve svetovne vojne.

## Aveiro
Aveiro je starinsko portugalsko mesto na obali Atlantskega oceana; leta 2001 je imelo 73.335 prebivalcev. V začetku dvajsetega stoletja se je vrnilo domov več Portugalcev, ki so se bili izselili v Brazilijo, kjer so tudi obogateli. Po povratku so se večinoma ustavili v mestu, kjer so se izkrcali, to je v Aveiru, in si tu zgradili hišo. Niso bili seznanjeni z zgodovino in idejami novega stila; posnemali so le njegove najvidnejše značilnosti, ki so bile kakor nalašč ustvarjene za razkazovanje bogastva. Tako so nastale stavbe z izrazitimi pročelji Art Nouveauja, a s klasično razporejenimi in opremljenimi notranjimi prostori. Novi slog je bil nekakšen dokaz, da se arhitekt razume na moderno umetnost, in prijelo se ga je ime aveirski slog. Posebnost aveirskega sloga so keramične ploščice z motivi pravega evropskega Art Nouveauja. Bile so odgovor srednjega in nižjega sloja prebivalstva na bahanje bogatinov: kdor si ni mogel privoščiti novomodne arhitekture, je obstoječo stavbo okrasil s ploščicami in ji s tem dal videz modernega novega sloga. 

## Bad Nauheim
Bad Nauheim leži v osrednji Nemčiji, približno 40 km severno od Frankfurta. Znan je predvsem po toplicah, ob katerih je bilo med letoma 1902 in 1912 zgrajeno veliko zdravilišče. Prav to zdravilišče je največja umetnina kraja, saj so vsi objekti sezidani in bogato opremljeni v čistem slogu Art Nouveau. To je skupina šestih kopaliških zgradb s številnimi osebnimi kabinami, ki so razporejene po obširnem parku okoli termalnega vrelca. Ker so bile takrat toplice ne samo kraj zdravljenja, pač pa predvsem neke vrste klub, kjer se je shajala aristokracija, je bil prvotnemu zdravstvenemu domu dodan prizidek z gledališčem in teraso. Zgrajena je bila tudi elegantna polkrožna stavba, v kateri je dvorana s prostorom za orkester. Okoli vseh stavb so prostorna dvorišča in vrtovi, na sredi parka pa je najstarejša zgradba kompleksa, ki je danes sedež javne knjižnice.

## Barcelona
Čeprav se po navadi istoveti izraz Art Nouveau s španskim imenom Modernismo, je Art Nouveau v resnici le zaključna in izpopolnitvena faza Modernisma. V zadnjem desetletju devetnajstega stoletja so začeli španski arhitekti predvsem v Barceloni obnavljati zgodovinske oblike umetnosti, a vedno z inovativnimi posegi, kar je ustvarilo poseben slog, istočasno arhaičen in moderen. Na to podlago se je ob prelomu stoletja vključil Art Nouveau. Kot trenutno najbolj zanimiva novost je preplavil že itak raznoliki Modernismo in se zlil v edinstveni novi slog umetnosti. Zaradi tega je španski Art Nouveau zelo različen od centralnoevropskega. Razlika se kaže tudi v pojmovanju umetnikove svobode izražanja, za katero je Secesija postavila nove mejnike: medtem ko so evropski secesionisti odstopili od klasičnih kanonov in se s tem tudi odpovedali mecenom, je španska umetnost ostala še vedno odvisna od bogatih sponzorjev in njihovih napotkov. Razen tega se Modernismo odlikuje tudi po trajanju, saj ga izbruh prve svetovne vojne ni prekinil. Španija je tedaj ostala nevtralna in vojna dogajanja je niso dosegla, zato je novi slog trajal še dolgo potem, ko je bil v ostali Evropi že pozabljen. 

## Bruselj
Začetek arhitekture v slogu Art Nouveau je treba povezati z ozkimi hišami, ki so značilne za severnoevropska mesta, posebno za Bruselj. Te hiše, vse na videz enake, so bile tudi dejansko ena enaka drugi. Ko je mesto nastajalo, se davki niso računali na površino zasedenega zemljišča, pač pa na širino pročelja, to je na metražo zidov vzdolž ceste. Razumljivo torej, da so bile hiše samo toliko široke, da so zavzemale vhod in eno okno, vsega lahko samo pet metrov, čeprav so se potem v globino lahko malo razpotegnile. Notranjost ni mogla biti drugačna kot dnevna soba z oknom na cesto in ob njej iz vhoda dolg hodnik proti kuhinji, ki je imela okno na dvorišče za hišo. Ozke stopnice so vodile v nadstropje, kjer sta bili navadno dve sobi. To so bile hiše, ki se jih je Art Nouveau lotil spreminjati. V teh umetninah pride do izraza arhitektov talent, ki je znal spremeniti stroge in enolične starinske interjerje v elegantne osvetljene prostore. Poleg novih idej za preureditev notranjih prostorov so nastali v Bruslju tudi novi načini zunanjih poslikav. Hiše so bile opremljene s freskami ali, bolj pogosto, s tehniko »sgraffito«, ki je bila ena od srednjeveških tehnik dekoracije, a se že stoletja ni več uporabljala. Te slike, ki so bile zaradi obeh svetovnih vojn dolgo zanemarjene, so se začele v drugi polovici dvajsetega stoletja restavrirati in veliko jih je že danes na ogled, medtem ko je na mnogih obnovitveno delo še v teku. 

## Budimpešta
Glavna značilnost budimpeštanskega Art Nouveauja je sklicevanje na staro orientalsko arhitekturo in na svojo narodno folkloro, kar je ustvarilo veliko različnih variant sloga. Večina glavnih umetnikov je sprva uporabljala orientalske motive, na primer večje enobarvne ploskve na pročeljih stavb, valovite kamnite balkone, nazobane oboke in ošiljene ovale oken. Pozneje je povezava na narodno tradicijo velevala predvsem uporabo klasičnih materialov, kot so kamen in les, namesto stekla, ploščic in železa, ki so bila v rabi drugod po Evropi. Še posebno značilni so dekorativni motivi, ki sploh niso posnemali fantastičnih risb novega sloga, pač pa so izkoriščali svojo bogato tradicijo. Tako so bili na primer cvetovi še vedno variacije na temo čebulice in šipka, čeprav je Art Nouveau drugod uvedel tulipane in osat. Skoraj odsotno je tudi upodabljanje ženske podobe. V stavbarstvu je obveljala umetniška obdelava streh z raznobarvnimi strešniki. Vendar je poleg tega izvirnega dostopa do novega sloga, ki so ga uveljavili najbolj znani umetniki, več ustvarjalcev sledilo tudi vseevropskim napotkom Art Nouveauja.

## Darmstadt
Darmstadt je bil v devetnajstem stoletju glavno mesto pokrajine Hessen, ki ji je od leta 1892 do leta 1918 vladal nadvojvoda Ernst Ludwig von Hessen, ljubitelj umetnosti in mecen. Med drugim je ustanovil Darmstädter Künstlerkolonie, to je skupino umetnikov, ki jim je prodal po ugodnih cenah zemljišča na Mathildenhöhe, na katerih naj bi si zgradili domove. Te zgradbe so bile pozneje predmet razstav, ki naj bi po pričakovanju nadvojvode dale pobudo razcvetu umetnosti in posredno razmahu povezanih ekonomskih panog. Prva razstava (1901) je imela velik odmev po vsej Evropi, a je bila v ekonomskem smislu prava polomija, ker se ni nobena industrija zavzela za proizvodnjo novomodnih predmetov ali gradnjo v tem slogu. Zato so nekateri umetniki odstopili od projekta. Druga razstava (1904) je ponudila samo tri nove zgradbe, a je izpopolnila notranjo opremo in pritikline prejšnje skupine hiš. Negativnih kritik je bilo sicer precej manj, a dobiček je bil skromen. Za tretjo razstavo (1908) je bil zgrajen Poročni stolp in večja bogato okrašena stavba za izložbo domačih gradbenih materialov in industrijskih proizvodov. Poleg tega so bile na ogled »male rezidence«, to je skupina eno- ali dvodružinskih hišic, ki so bile dograjene z zelo skromnimi sredstvi. To naj bi bil dokaz, da je novi slog dostopen tudi manj premožnim slojem. Te hišice so bile kmalu po razstavi porušene in postavljene na nove lokacije. Četrta in zadnja razstava (1914) je predstavila skupino osmih stanovanjskih blokov, od katerih so bili trije popolnoma opremljeni. Zraven njih je stal velik atelje, ki je edini preživel drugo svetovno vojno. Tudi ostale zgradbe Darmštadske kolonije so bile v vojni hudo poškodovane, a večina je bila obnovljena.

## Dunaj
Za Dunajski Art Nouveau je značilen nenaden začetek, pospešen razvoj in predčasni zaton. V raznih krajih Evrope je bil Art Nouveau sprejet, več ali manj postopoma, kot ena od vej umetnosti, ki se je največkrat družila z ostalimi slogi. Izjema sta bila le Bruselj in Dunaj, ki sta slog sprejela v njegovem popolnem pomenu. Vendar so samo na Dunaju začutili potrebo po odločnem prelomu s preteklostjo in secesiji: novi slog je bil sredstvo, s katerim so umetniki hoteli dokazati malovrednost dotedanje umetnosti. Zato se tudi v poimenovanju secesija istoveti z Art Nouveaujem. Ni šlo le za umetniški slog, temveč za socialno emancipacijo umetnikov, kar ni prišlo do izraza nikjer drugje. Dunajski Art Nouveau je v kratkem času preplavil mesto s svojimi nazori. Nov način upodabljanja je izbruhnil v vseh oblikah in velemestno prebivalstvo ga je navdušeno sprejelo. To je povzročilo ne samo njegov nagel vzpon, pač pa tudi zelo hiter razvoj. V kratkem obdobju se je slog izpopolnil od posnemanja naravnih vijugastih oblik do njihove skrajne stilizacije, za kar je bila drugod po Evropi potrebna vsa generacija umetnikov, do uveljavitve sloga Art Déco. Prav ta pospešen razvoj sloga je privedel tudi do  njegovega prezgodnjega zatona. Ponekod je prešel v Heimatstil, ki posnema alpske koče z navpičnimi strehami in velikimi enakomernimi okni in predlaga geometrične poslikave pročelij ter lesene okraske. Drugod je pretirana raba Art Nouveauja privedla do potrebe po enostavnem in skromnem slogu, kar je povzročilo povratek Biedermeierja. Seveda je treba te težnje pripisati tudi izbruhu prve svetovne vojne, ki je narekovala tudi v umetnosti skromnost in odpoved nepotrebni dekoraciji.

## Glasgow
Ob koncu devetnajstega stoletja je bil Glasgow veliko industrijsko mesto, trgovsko pristanišče in sedež največjih ladjedelnic na svetu. Pristop njegovih umetnikov k Art Nouveauju odraža ta trezen in umerjen življenjski nazor praktičnega človeka. Fantastične vijuge in komplicirane oblike niso sploh prišle v poštev, eleganca je nastajala le iz nenaravno podaljšanih ozkih oblik in neokrašenih površin, ki so jih omilile le komaj naznačene romantične podobe. Omembe vredno je dejstvo, da je bil ves glasgovski Art Nouveau v rokah samo štirih oseb, ki so skupaj živele in delovale. Njihovo razumevanje novega sloga je torej postalo nekakšen nepisan zakonik lokalne umetnosti, ker ni bilo drugih enako sposobnih umetnikov, ki bi predlagali svojo interpretacijo ali možne različice sloga.  Naključje je hotelo, da je konec njihovega delovanja sovpadel z veliko gospodarsko krizo (1929), ki je popolnoma ohromila Glasgow. S tem je bilo konec tudi škotskega Art Nouveauja.

## Havana
V devetnajstem stoletju je bila Havana bogato špansko mesto, kjer se je naglo razvijalo gospodarstvo in kultura. Med drugim sta bila že leta 1837 zgrajena prva železniška proga (peta na svetu) in gledališče Tacon, ki ga je pozneje (1915) nadomestila sedanja operna hiša Gran Teatro. Leta 1902 je bila ustanovljena samostojna republika Kuba in s pomočjo ZDA je Havana doživela ekonomski razmah. Ameriški bogatini so videli v novi državi nekakšen zabavno-turistični center za svoje potrebe in so zato z veliko vnemo gradili razkošne hotele, igralnice in nočne klube. Havana je postala prestolnica igre in izprijenosti, dobila je naziv Gomora Antilov, medtem ko so se množila predmestja slumov okoli nje. Med novimi palačami je bilo tudi več primerov Art Nouveauja. Revolucija iz leta 1959 je stanje popolnoma spremenila. Elitno razkošje se je umaknilo pred socialistično filozofijo, ki je postavila na prvo mesto skrb za vsakdanjo blaginjo. Kakor se je zgodilo v Evropi ob izbruhu prve svetovne vojne, so elegantni okraski Art Nouveauja tudi tukaj postali nepotrebna šara in simbol moralne pokvarjenosti. Zgradbe sicer niso bile porušene, a za njihovo vzdrževanje in popravila ni bilo ne zanimanja ne sredstev. Leta 1976 je bilo središče mesta Habana Vieija proglašeno za narodni spomenik in od tedaj so v teku dela za obnovo umetniških zgradb stare Havane. Od teh je največ primerov arhitekture devetnajstega stoletja, a veliko je tudi sloga Art Nouveau. Žal je za nekatere bilo pol stoletja pozabe usodno.

## Helsinki
Mesto Helsinki je bilo ustanovljeno leta 1550 in je bilo sprva pod rusko, nato pod švedsko oblastjo. Stoletja je ostalo samo manj pomembno pristanišče, dokler ni spet prišlo pod Ruse, ki so ga leta 1812 povišali v deželno prestolnico. Takrat je mesto doživljalo prenovo v stavbarstvu, saj ga je komaj štiri leta prej hud požar skoraj uničil. Imenovanje za glavno mesto je obnovo še pospešilo in v naslednjem stoletju je prebivalstvo naraslo na 170.000 oseb. V prvih letih dvajsetega stoletja je mesto še vedno raslo in vzporedno sta rastla gospodarski razvoj in predvsem narodna zavest Fincev. Posledica teh okoliščin je bila po eni strani pospešena gradnja novih stavb ob upoštevanju različnih evropskih slogov, po drugi strani pa sprejemanje teh slogov samo »na finski način«, to je z vnosom svojih narodnih značilnosti. Finci niso ljubitelji okraskov in olepševalnih elementov. Njihov slog predvideva uporabo kamna za zunanjost ter ometa in lesa v notranjosti. Stavbe so masivne in skromno poslikane, okna velika in enakomerno porazdeljena; vse daje občutek mogočnosti in reda. Elementov, ki so dajali evropskemu Art Nouveauju lahkotni videz, v Helsinkih ni. 

## La-Chaux-de-Fonds
La-Chaux-de-Fonds je švicarsko mesto, ki ga je požar iz leta 1794 popolnoma uničil in je bilo nato obnovljeno po modernem regulacijskem načrtu. Ta je predvidel geometrično speljane vzporedne ceste in križišča, kar je še danes zgled za švicarske urbaniste. To posebnost je upošteval tudi UNESCO, ko je mesto vključil v kraje svetovne dediščine. Novi načrt je predlagal udobne večinoma enodružinske hiše in ker se je največ prebivalstva ukvarjalo z urarstvom, je predvideval tudi prostore za delavnice in skladišča. Mnogo premožnih družin je prispevalo k rekonstrukciji, ker se je želelo naseliti v teh hišah, tako je mesto naraščalo in tudi urarska obrt se je močno razvila. V začetku dvajsetega stoletja je v mestni Umetniški Šoli poučeval Charles L'Eplattenier, ki je uvedel nov umetniški slog imenovan style sapin, to je slog smreke. Po njegovem mnenju je narava edini mentor vsakega umetnika in smreka je najpopolnejši model. To je bila njegova verzija Art Nouveauja, ki je žela veliko zanimanja v učencih, bodočih umetnikih. V praksi se je ta slog odlično obnesel predvsem v arhitekturi in opremi interjerjev ter dizajnu za žepne in stenske ure. Njegov najbolj znan učenec, Le Corbusier, pa je postal eden od najpomembnejših arhitektov in urbanistov moderne dobe.

## Ljubljana
Za Ljubljano, tedaj v Avstro-Ogrski, je bilo usodno leto 1895, ko jo je prizadel močan potres. Dunajske oblasti so po eni strani želele obnoviti mesto, po drugi strani pa so tudi uvidele priložnost, da se novi Dunajski slog uveljavi tudi v obrobnih krajih države. Tako je bila srednjeveška Ljubljana prezidana v slogu dunajskega Art Nouveauja. Slog, ki je na Dunaju prehitro doživel vzpon in zaton, je dobil v Ljubljani počasnejši in globlji ritem. Prvotno obdobje cvetočih vej in spiralnih zavojev ni doseglo Ljubljane in tudi poznejša tehnika popolnoma linearnih črt se je malo obnesla. Ves ljubljanski Art Nouveau je izpopolnitev osrednje faze dunajskega sloga, z dodatkom nekaterih značilnosti slovenske narodne umetnosti. Posebej je vredno omeniti, da so ljubljanski umetniki dosledno upoštevali napotke o globalnem slogu, ki jih je uvedla Secesija. Novi slog se ni ustavil na pročelju stavb, pač pa je segel v njihovo notranjost in opremo. Uveljavil se je izven arhitekture, predvsem v izdelovanju pohištva, posode in tekstila. Še posebej je ta slog vplival na ilustracijo knjig in revij. Ena od značilnosti te dobe je velik odmev, ki ga je imel Art Nouveau med prebivalstvom vseh slojev. Če so si namreč samo premožnejše osebe lahko dovolile nove stanovanjske hiše, si je pa tudi srednji sloj lahko dovolil na primer novo pohištvo ali posodo. Nadvse zanimivo je, da so se motivi Art Nouveau z lahkoto vključili v narodne motive, kar je prišlo do izraza največ v obrtniških in zasebnih vezeninah. Pa tudi arhitektura javnh zgradb je sprejela slog brez obotavljanja, saj je bil na primer prvi objekt Art Nouveau prav Zmajski most.

## Lodž
Dunajski kongres (1815), ki je preoblikoval Evropo po Napoleonu, je v sklopu Kongresne Poljske dodelil Rusiji tudi opustošeni Lodž, za katerega je bila predvidena popolna obnova. Kmalu je mesto zaslovelo kot »obljubljena dežela« (ziemia obiecana) za izseljence vse Evrope in v kratkem času je prebivalstvo naraslo na preko 300 tisoč oseb. Prej skromna tekstilna obrt se je razvila v glavno tekstilno industrijo v Evropi. Bogati podjetniki so si zidali velike stanovanjske hiše in tovarne v modernem Art Nouveauju vse do prve svetovne vojne, ki je bila za mesto posebno porazna. Po njej je Rusija prekinila vse trgovske zveze z zahodom in Velika gospodarska kriza po letu 1929 je odvzela mestu tudi nemški trg. Propadanje mesta, ki je bilo v vsej svoji zgodovini stičišče treh kultur (poljske, nemške in judovske), je doseglo višek med drugo svetovno vojno. Čeprav Lodž ni bil med vojno bombardiran, je utrpel poleg izgube okoli 420.000 prebivalcev tudi ogromno gmotno škodo. Nemci so namreč zasegli stroje in opremo vseh tovarn in jih odpeljali v Nemčijo, skupaj z znatno količino zasebnega premoženja prebivalstva. Niso pa utegnili porušiti tovarn samih, ki so še danes primeri stavbarstva iz začetka stoletja. Povojna obnova Lodža ni vrnila mestu pretekle slave. Komaj v zadnjih dveh desetletjih se obnavlja starejša mestna arhitektura, s posebno pozornostjo na ostanke sloga Art Nouveau.

## Milano
Ob koncu devetnajstega stoletja se je v Milanu pospešeno razvijala vsaka vrsta industrije, avtomobilska, kemična, tekstilna in druge. Leta 1883 je začela obratovati prva električna centrala, ki je dala nov zagon celotnemu gospodarstvu. V vseh panogah so se pojavljali novi magnati, ki so v kratkem času povzdignili lokalno ekonomijo na najvišje evropske standarde. Mednarodna razstava iz leta 1906 je priklicala tudi več tujih investitorjev in mesto se je naglo razvijalo. Vzporedno je potekala gradnja bogatih rezidenčnih palač tako v samem mestu kot v okolici. Nagla industrializacija mesta ni dovolila poglabljanja v umetnost, zato so gradnje potekale v najrazličnejših slogih. V množici novih stavb je bilo tudi več primerov Art Nouveauja, v glavnem za zasebne palače in hotele, ki so nastali v okolici. Najbolj priljubljeni področji za oddih in družabno življenje sta bili jezeri Como in Varese. Na obalah teh dveh jezer so med velikimi parki nastali najlepši hoteli svoje dobe, pa tudi najbolj precizno obdelane vile milanskih magnatov, večinoma v novem slogu. Posebnost milanskega Art Nouveauja so nagrobni spomeniki v večini pokopališč vsega področja.

## Nancy
Nancy je edino od mest Art Nouveau, ki je razvilo malo arhitekture v tem slogu, zato pa prednjači v oblikah okrasnih predmetov in posameznih elementov pohištva. Glavni predstavniki umetnosti na prelomu stoletja so bili steklarna bratov Daum in mojstri, ki so zanjo ustvarjali. Zato je tudi razumljivo, da so vsi motivi, ki se ponavljajo v njihovih izdelkih, vedno motivi cvetja in sploh rastlin. Vodilna misel Art Nouveauja tukaj ni bila samo oblika, pač pa predvsem barva. Popolnoma izvirna je bila njihova inovacija v uporabi materialov. Steklarna je uvedla tako imenovano »stekleno pasto«, ki sestoji iz zdrobljenih in ponovno zamešanih steklenih drobcev. S to tehniko pridobljeno steklo ni prozorno, ampak barvano v želenih odtenkih in dovoljuje različne obdelave, od kovinskih vložkov do grobega brušenja. Mojstri so ga uporabljali za vaze, lestence, kipce, broške in podobne predmete. Leta 1901 je bila ustanovljena École de Nancy, ki je združevala umetnike, obrtnike, podjetnike in ljubitelje Art Nouveauja. Namen družbe je bil zaščita in podpora mestnih ustvarjalcev, bodisi malih obrtnikov kot industrijalcev. Toda tudi v Nancyju je prva svetovna vojna prekinila zanimanje za ta slog, čeprav ni zatrla umetniškega ustvarjanja steklarne, ki  še danes nadaljuje s proizvodnjo unikatnih umetniških predmetov. École de Nancy pa je bila obnovljena leta 1999 z izrecnim namenom, da skrbi za restavriranje predmetov in arhitekture Art Nouveau.

## Reus
Čeprav je Reus rojstni kraj Antonija Gaudija, najslavnejšega umetnika Modernisma, nima nobene njegove zapuščine. Dejansko se je v Reusu Art Nouveau drugače razvil kot v Barceloni. Medtem ko so v Barceloni Gaudijeve zgradbe in njegov izvirni razvoj sloga pogojevali razumevanje ostalih umetnikov Art Nouveauja, je slog v Reusu ohranil bolj evropske oblike. Arhitektura vključuje elegantne poslikave, celo nekatere sgraffito, vitraže živih barv, keramične ploščice in mozaike. Razen tega je tukaj poudarjena skrb za notranjo opremo stavb, ki je med najlepšimi vsega Art Nouveauja. Tako je na primer pohištvo predstavljeno v enkratnih oblikah stolov, sicer maloštevilnih, a izredno elegantnih v primerjavi z osrednjeevropskimi izdelki.

## Riga
Prestolnica Latvije Riga je simbol mesta Art Nouveau. Bolj kot vsa druga evropska mesta je sprejelo novi slog kot izraz čiste umetnosti. Tu ni šlo za ideološki prelom s preteklostjo kot na Dunaju, niti ne za novo razumevanje bivalnega prostora kot v Bruslju, niti za prikazovanje razkošja novih bogatinov. Art Nouveau je bil na isti ravni velikih arhitektonskih slogov preteklosti, ki jim ni treba dokazovati svoje veljave. Ob koncu devetnajstega stoletja je bilo mesto Riga pozidano v glavnem s starimi srednjeveškimi zgradbami in lesenimi hišami. Ko je nastala potreba po novih stavbah, je bil porušen del mestnega obzidja in z njim več bližnjih hiš in zrastel je nov mestni predel, ves v slogu Art Nouveau. Ta del mesta je bil leta 1997 proglašen za Unescovo svetovno dediščino, saj vsebuje preko 800 dobro ohranjenih zgradb iz te dobe. Značilnost latvijskega novega sloga je razmeroma skromna raba dekorativnih elementov, v čemer se približuje finskemu nazoru, a poslopja niso tako velika in masivna kot v Helsinkih. So bolj elegantna in diskretna ter ne uporabljajo grobega kamna, pač pa so pogosto okrašena s kipi in reliefi. Druga značilnost so pastelne barve, največkrat svetlo modra in bela, s katerimi so pobarvana pročelja.

## Tbilisi
Gruzinska prestolnica Tbilisi se nahaja na zgodovinski Svilni cesti, ki je bila trgovska povezava med Evropo in Azijo. Zaradi tega strateškega položaja so v teku stoletij zasedli deželo razni osvajalci. Od nastanka leta 458 do konca šestega stoletja je bila Gruzija samostojna kraljevina, nato je zapadla pod oblast Perzijcev, Hazarov, Arabcev in Turkov. Leta 1122 se je spet osamosvojila, nakar so sledila stoletja izmeničnih osamosvojitev in podjarmljenj s strani Mongolov, Turkov, Perzijcev. V začetku devetnajstega stoletja je bila Gruzija vključena v carsko Rusijo in za Tbilisi se je začela doba kulturne rasti. Naglo se je razvijala gradnja cest, javnih poslopij in zasebnih hiš. Uveljavila so se združenja obrtnikov, v prvi vrsti kovačev in mizarjev. Kot je bila takrat navada v Rusiji, so se umetniki in rokodelci zgledovali po evropskih navadah in ob nastopu Art Nouveauja so ga navdušeno sprejeli ter ga prilagodili svojemu okusu. Za multietnično mesto Tbilisi je bil novi slog nekakšna povezava med orientalsko in zahodno umetnostjo. Ohranil je tradicionalne dekoracije in jih prilagodil novi arhitekturi; istočasno je stare zgradbe okrasil z moderno dekoracijo. To je najbolj razvidno v še obstoječih tradicionalnih balkonih Tbilisa, kjer so leseni in železni detajli v popolnem Art Nouveauju. Žal obdobje samostojnosti po ruski revoluciji (1918-1921) in nato sedem desetletij v Sovjetski zvezi ni imelo razumevanja za to vrsto umetnosti. Tbilisi se je zelo razširilo, a nove stavbe so bile zgrajene v modernem socialističnem slogu. Samo po letu 1992 se je spet samostojna Gruzija zavzela za obnavljanje arhitekture iz začetka stoletja, a predvsem notranje poslikave, mozaiki in vitraže so bili medtem izgubljeni.

## Terrassa
Terrassa leži 23 km od Barcelone in ima danes okoli 210.000 prebivalcev. Mesto je bilo eno od središč, kjer se je industrijska revolucija devetnajstega stoletja najhitreje uveljavila. Nastalo je več objektov tekstilne industrije, ki so privabili delovno silo iz vse okolice. Doba največjega razvoja industrije je sovpadla z začetkom Modernisma, zato so bile vse tovarne, skladišča, upravna poslopja in trgovine zgrajene v novem slogu. Tudi stanovanjske hiše za delavce in vile premožnejših trgovcev so sledile tej modi. Tekstilna industrija Terrasse se je bavila največ s proizvodnjo volnenih izdelkov in v drugi polovici stoletja, ko se je razvila industrija acetatnih vlaken, je začela počasi propadati. Kmalu so morali mnogi obrati zapreti in lokalno gospodarstvo je zašlo v krizo. Mogočna gospodarska poslopja so bila večinoma ohranjena s preusmeritvijo namembnosti, postala so sedež muzejev, knjižnic, razstavišč in šol, nekatera so bila predelana v stanovanjske bloke. S temi posegi se je ohranila edinstvena dediščina industrijske arhitekture Art Nouveauja.